# Motocross (Motorrad)

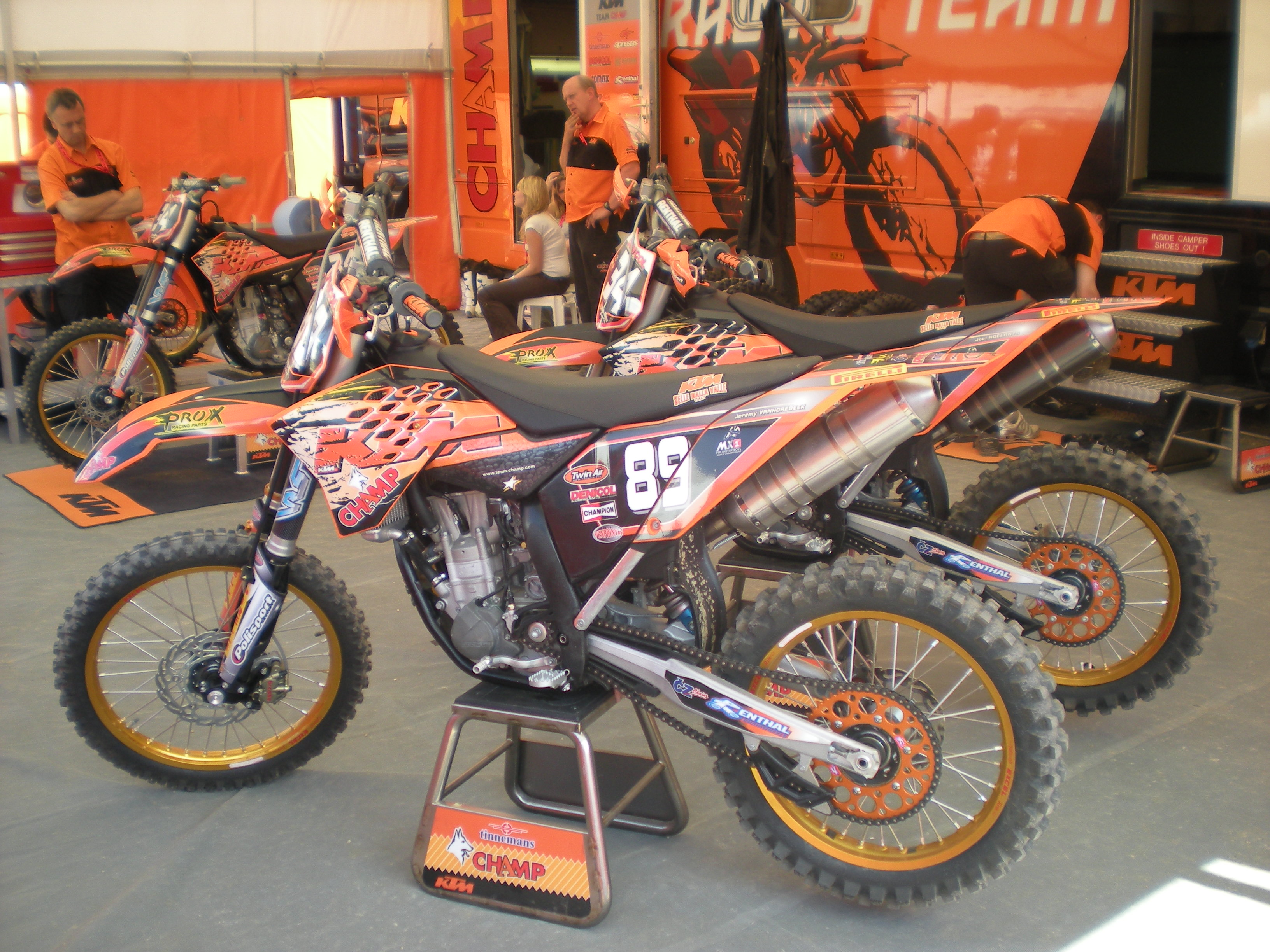
Motocross-Motorräder

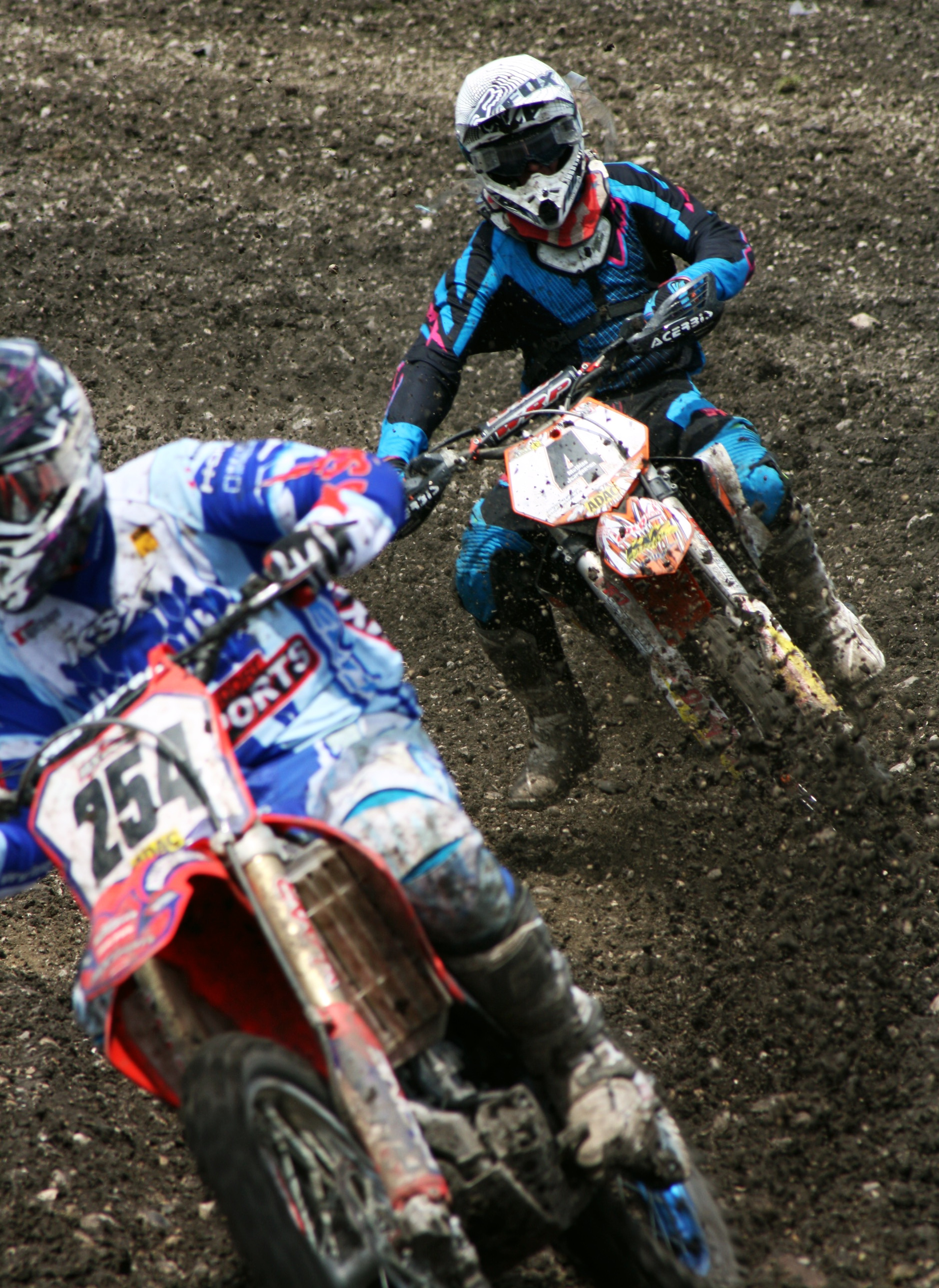
Motocrossrennen

Ein Motocross-Motorrad – auch als Cross-Maschine oder Crosser bezeichnet – ist im Gegensatz zu einer Enduro eine Geländemaschine ohne Straßenzulassung (Sportgerät), unterliegt aber ähnlichen strengen Lärm- und Abgasbestimmungen wie die der Straßenverkehrsordnung, jedoch mit höheren Leistungen als straßenzugelassene Maschinen. Auch bei Wettbewerbsmaschinen gibt es Normen und Auflagen, die die Sicherheit der Fahrer schützen und die Umwelt schonen sollen.
Zu Beginn des Motocross-Sports wurden Motorräder mit Viertakt-Einzylinder-Motoren überwiegend aus England, namentlich z. B. A.J.S. und BSA, verwendet. In den 70er Jahren wurden diese jedoch rasch von den leichteren Zweitaktern, zumeist japanischen, verdrängt. Die Lücke, die die englischen Motorradmarken hinterließen, füllten u. a. italienische Kleinhersteller, aber auch die schwäbische Maico, die tschechische ČZ, Husqvarna aus Schweden und KTM aus Österreich. 
Diese Ära des Motocross-Sports hielt bis Ende der 1990er Jahre an, als die gestiegenen Leistungen (über 60 PS) insbesondere der Hubraumklasse bis 500 cm³ auch für Spitzenfahrer kaum noch zu beherrschen waren. Auf die Spitze getrieben wurde dies durch experimentelle Entwicklungen von 750 cm³-Einzylinder (z. B. durch Yamaha), die oftmals über 80 PS  und Spitzenbeschleunigungen von unter 2,0 s auf 100 km/h aufwiesen. Dieser Wert wurde theoretisch ermittelt und ist nicht auf die Praxis übertragbar, da diese Leistung auf keinen Untergrund übertragbar wäre und eine solch enorme Kraft von keinem Fahrer mehr gehalten werden könnte. Diese Probleme und Reglementänderungen der FIM führten zu einer Renaissance der Viertakter, weil dieser ein breiteres nutzbares Drehzahlband besitzt und damit einfacher zu fahren ist.
Den Trend unterstützen auch die Hersteller, da die Vermarktung der Zweitakter, aufgrund strenger Abgasvorschriften zunehmend erschwert wird.